# Polyplectropus deltoides
Polyplectropus deltoides är en nattsländeart som först beskrevs av Yamamoto 1967.  Polyplectropus deltoides ingår i släktet Polyplectropus och familjen fångstnätnattsländor. Inga underarter finns listade i Catalogue of Life.